# Биоэкология
Биоэкология, или Биологическая экология, или Общая экология — раздел экологии, который изучает взаимосвязи живых организмов со средой их обитания. Некоторые учёные отождествляют биологическую экологию с общей экологией, другие делают между ними различие. Общая экология, по мнению вторых, является теоретической обобщающей дисциплиной, которая рассматривает общие закономерности в экологических системах, а биоэкология исследует сами взаимодействия организмов и надорганизменных систем с окружающей средой.
Термин биоэкология был предложен Вальтером Тейлором в 1927 году для того, чтобы подчеркнуть интеграцию двух подразделов: экологии растений и экологии животных. Заметный вклад в развитие экологических представлений внесла книга американских учёных Виктора Шелфорда и Фредерика Клементса «Bio-Ecology» вышедшая в 1939 году. В этой же книге была предложена концепция биома для преобладающей растительности с обитателями животных, которая характеризует большой географический район.

## Разделы биоэкологии
В зависимости от уровня организации экологических систем и изучаемых систематических групп биологическая экология подразделяется на:
- Экология отдельных систематических групп
  - Экология растений
  - Экология животных
  - Экология грибов
  - Экология микроорганизмов
  - Экология человека

- Экология биосистем разного уровня
  - Аутэкология изучает отдельных живых организмов с условиями окружающей среды. Основная задача это изучение способов адаптации организмов к существующим условиям окружающей среды.
  - Популяционная экология изучает популяции, как однородной группы особей одного вида, заселяющей одно местообитание.
  - Синэкология изучает многовидовые сообщества организмов в составе биоценоза.
  - Биогеоценология изучает экологические системы.

Каждое из этих направлений может быть разделено более дробно. Например в рамках выделения разделов биоэкологии по систематическим группам выделяют экологию водорослей, экологию насекомых, экологию птиц. На стыке биоэкологии и геохимии возникло учение о биосфере (биосферная экология), которое рассматривают или в рамках биоэкологии или как обособленное направление. Экологию человека некоторые авторы выносят за рамки биоэкологии. Самостоятельной областью биоэкологии считают эволюционную экологию, которая рассматривает роль экологических факторов в эволюции.